# سباق باريس روبيه 1938
طواف باريس 1938 هو سباق دراجات هوائية أقيم بتاريخ 17 أبريل، تكون السباق من مرحلة واحدة، وامتدّ لمسافة 255 كم، وبسرعة 30.990 كم/س، استغرق السباق 8 ساعات و13 دقيقة و38 ثانية.